# Roman Mstislavič
Roman Mstislavič (in russo Роман Мстисла́вич Галицкий?), noto anche come Romano il Grande, (1152 circa – Zawichost, 19 giugno 1205) è stato un Gran Principe di Kiev, membro della dinastia rjurikide.
Ricoprì in vita la carica di principe di Novgorod (1168–1170), di Volodymyr-Volyns'kyj (1170–1189, 1189–1205) e di Halyč (1189, 1198/1199–1205): quando riuscì ad imporsi su quest'ultimo trono, egli riuscì ad acquisire il titolo di signore di tutta la Rus' occidentale. All'inizio del XIII secolo, i cronisti bizantini gli affibbiarono il titolo imperiale di "autocrate" (αύτοκράτωρ), sebbene non vi siano prove che avesse assunto ufficialmente tale segnatura.
Roman condusse due campagne di successo contro i Cumani, a seguito delle quali fece ritorno facendo molti prigionieri. L'effetto della vittoria fu, tuttavia, minato da nuove divisioni causate dai vari principi della Rus'. Roman morì mentre combatteva i polacchi nella battaglia di Zawichost all'età di circa sessant'anni. Alla sua morte seguì la crescente fortuna della dinastia che aveva fondato, quella dei Romanovič, la quale avrebbe in futuro amministrato la Volinia e la Galizia fino al 1340.

## Primi anni

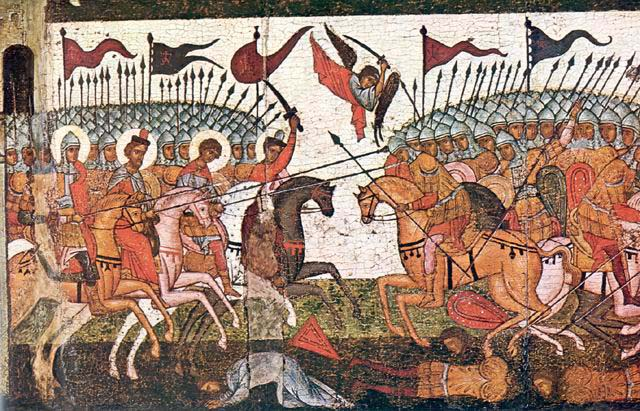
Battaglia di Novgorod e di Suzdal' del 1170 (particolare di un ritratto del 1460)

Figlio maggiore di Mstislav II Izjaslavič, principe di Volodymyr-Volyns'kyj a quel tempo, e Agnese, una figlia del duca Boleslao III di Polonia, Roman viene nominato dalle fonti una prima volta il 14 aprile 1168, quando il padre lo inviò a Novgorod dopo essersi insediato a Kiev. Nell'odierna città russa, Roman subentrava al principe Svjatoslav IV Rostislavič, allontanato da poco dagli abitanti di Novgorod. Tuttavia, i fratelli di Svjatoslav, ovvero i principi di Smolensk, oltre al principe Andrej Bogoljubskij di Vladimir, che avevano sostenuto il governo di Svjatoslav a Novgorod, trascorsero il resto dell'anno cospirando e cercando di formare alleanze contro Mstislav. Dopo la morte di Mstislav nell'agosto del 1170, gli abitanti di Novgorod scacciarono Roman e invitarono Andrej, chiedendogli di diventare principe. Andrej accettò ma non si recò personalmente in Russia per amministrare la città, delegando le funzioni di governatore a Rjurik Rostislavič.

## Principe di Vladimir
Quando suo padre morì, a Roman spettò come quota ereditaria il Principato di Volinia. Subito dopo tale evento, il nuovo sovrano intraprese lotte contro gli jatvingi, un popolo autoctono dei Paesi baltici e dell'Europa orientale, rendendo una grande parte di questi prigionieri e impiegandoli per tirare gli aratri nelle sue proprietà al posto dei buoi.
Roman sposò poi Predslava Rjurikovna, una figlia di Rjurik Rostislavič, che lo aveva seguito a Novgorod. La loro figlia maggiore, Fedora Romanovna, era sposata con Vasilko Vladimirovič, nipote del principe Jaroslav Osmomysl di Galizia, ma Vasilko in seguito la ripudiò.
Dopo la morte di Jaroslav Osmomysl il 1º ottobre 1187, non tardarono a manifestarsi delle lotte interne nel Principato di Halyč tra i suoi due figli, Oleg e Vladimir. Roman esortò i galiziani ad allontanare il secondo e iniziò a spingere affinché fosse lui stesso ad ottenere il trono, ma i seguaci al suo servizio non riuscirono nell'intento di scacciare o assassinare Vladimir. Tuttavia, quando i galiziani minacciarono di uccidere sua moglie, Vladimir la condusse con sé alla corte del re Béla III d'Ungheria (1172-1196). 
 Secondo una cronaca tarda, Oleg fu nominato dal duca Casimiro II di Polonia (1177–1194) per governare il Principato di Halyč, ma i nobili del posto lo avvelenarono e invitarono Roman a diventare il loro principe. Quando accettò la loro offerta, Roman lasciò la Volinia nelle mani di suo fratello, Vsevolod Mstislavič.
Béla marciò tempo dopo contro Roman, con l'intenzione di reintegrare Vladimir, rendendo così possibile per gli ungheresi acquisire il principato. Anziché restituire Halyč a Vladimir, il re magiaro proclamò suo figlio, Andrea, suo sovrano. Roman fu costretto dunque a fuggire a in Volinia, ma Vsevolod gli negò l’ospitalità. A quel punto, egli si recò dai polacchi per chiedere aiuto, senza riportare però successo. Alla fine Roman andò da suo suocero, Rjurik Rostislavič, attivo a Belgorod (un insediamento situato sul fiume Irpin') e gli chiese supporto militare. Nonostante fosse stata radunata un'armata, le truppe ungheresi respinsero il loro attacco non appena queste avanzarono. Rjurik assistette Roman al fine di scacciare suo fratello Vsevolod da Volodymyr-Volyns'kyj per poi reclamare il suo possedimento.
Nel frattempo, Vladimir riuscì a fuggire dalla sua prigione sotterranea in Ungheria e nel 1190 il duca Casimiro II spedì truppe polacche nel Principato di Halyč con l'intento di sostenere le sue pretese. All'avvicinarsi della spedizione, i boiardi insorsero contro gli ungheresi e costringere alla fuga l'impopolare Andrea. Vladimir chiese a suo zio, il principe Vsevolod dal grande nido, di affiancarlo nel suo governo. Vsevolod Jur'evič pretese che tutti i principi della Rus', incluso Roman, si impegnassero a non attaccare Vladimir ad Halyč, e furono d'accordo.
Il 17 maggio 1195, il suocero di Roman, il Gran Principe Rjurik, assegnò i domini nelle terre di Kiev ai principi della dinastia dei Monomachi, cosicché Roman ricevette Torčesk, Trypillia, Korsun', Bohuslav e Kaniv. Vsevolod Jur'evič, tuttavia, minacciò di far scoppiare una guerra quando venne a conoscenza di come vennero eseguite le assegnazioni. Evitando guai peggiori, Roman acconsentì a cedere le città in cambio di domini che fossero di pari valore o di un adeguato pagamento in kuny. Rjurik affidò le cinque città a Vsevolod Jur'evič, il quale a sua volta consegnò Torčesk a suo genero Rostislav, fratello della moglie di Roman Predslava. Apprendendo che suo cognato aveva ricevuto Torčesk, Roman accusò suo suocero di aver architettato sin dal principio un piano simile allo scopo di dare la città a suo figlio. Rjurik rispose dal canto suo a Roman che non potevano permettersi di inimicarsi Vsevolod Jur'evič, in quanto tutti i principi della dinastia dei Monomachi lo guardavano con estremo riguardo e rispetto sia per la sua anzianità che per i suoi consigli.
Roman non cambiò idea quando gli fu data questa spiegazione e cominciò a cospirare contro suo suocero provando a convincere il principe Jaroslav II Vsevolodovič di Černihiv, presto persuaso a unirsi alla sua causa. Quando Rjurik seppe che Roman aveva indotto Jaroslav a pensare di potersi impadronire di Kiev, informò prontamente Vsevolod Jur'evič. Temendo delle conseguenze spiacevoli, Roman e i suoi fedelissimi cavalcarono verso le terre controllate dai polacchi, dove fu ferito in battaglia, e fu costretto a chiedere clemenza a Rjurik Rostislavič. Il metropolita Nikifor riconciliò i due principi e Rjurik consegnò a Roman la città di Polonyy (a sud-ovest di Kam"janec') e un distretto situato sul fiume Ros'.
Nell'autunno del 1196, Roman ordinò ai suoi luogotenenti di utilizzare Polonyy come punto di appoggio per saccheggiare i domini appartenenti al fratello di suo suocero, il principe David Rostislavič di Smolensk, e al figlio, il principe Rostislav Rurikovič di Torčesk. Rjurik si vendicò inviando suo nipote, il principe Mstislav Mstislavič, a parlare con Vladimir Jaroslavič, intimandogli di unirsi a lui per attaccare le terre di Roman. Di lì a poco, Vladimir e Mstislav razziarono i feudi in mano a Roman intorno a Peremil, mentre Rostislav e le sue forze attaccarono le terre nei dintorni di Kam"janec'. Più o meno nello stesso periodo, Roman cominciò a litigare con la moglie Predslava minacciando di ripudiare lei e la figlia di Rjurik, oltre che di confinarle in un monastero.

## Principe di Galizia e Volinia
Nel 1198 o 1199 Vladimir morì, creando un vuoto politico che molti pretendenti risultavano ansiosi di colmare. Rjurik poté a quel punto affermare che, essendosi estinta la dinastia di Halyč, il territorio fosse tornato sotto la giurisdizione del principe di Kiev; i principi di entrambi i rami degli Ol'goviči (i signori di Černihiv) potevano sostenere che i loro legami matrimoniali con la dinastia scomparsa conferiva loro il diritto di governare sulla Galizia; gli ungheresi, dal canto loro, avevano già mostrato i propri interessi a espandersi nella regione un decennio prima. I galiziani chiesero a Rjurik di designare suo figlio Rostislav, ma Roman propose il duca Leszek I di Polonia (1194–1227), promettendo di essere a sua completa disposizione se il sovrano polacco lo avesse aiutato a riconsegnarli Halyč. Quando i cittadini rifiutarono di accogliere Roman, questi più o meno inconsapevolmente spinsero Leszek ad effettuare un assedio: quando la capitale della regione cadde, i signori locali dovettero accettare Roman come loro principe. Questi giurò fedeltà al duca di Polonia e di vivere in pace con i suoi nuovi sudditi.
Romano rivolse a quel punto la sua attenzione sui Cumani, che minacciavano gli interessi bizantini nella penisola balcanica, e accettò di accorrere in aiuto dell'imperatore Alessio III Angelo (1195–1203). Una simile alleanza indebolì seriamente il popolo nomade sin da quando, nel 1200, Roman sposò la principessa bizantina Anna Eufrosina, figlia dell'imperatore Isacco II Angelo. Il legame con Costantinopoli contribuì a stabilizzare le relazioni della Galizia con la popolazione della Rus' del basso Dnestr e del Basso Danubio.
Poco dopo, Roman iniziò a infliggere duri colpi ai domini appartenenti a Rjurik Rostislavič e ad altri principi residenti nei dintorni. Nel 1201, Rjurik convocò gli Ol'goviči invitandoli a partecipare a una campagna contro Romano. Quest'ultimo, già conscio della possibilità di subire attacchi, radunò numerosi guerrieri dalle sue terre, a cui si affiancarono i Monomašiči e i Čorni Klobuky, un popolo semi-nomade che viveva grosso modo lungo le rive del fiume Ros'. Gli abitanti di Kiev spalancarono le porte del podol', un quartiere cittadino, a Roman e costrinse Rjurik e gli Ol'goviči a capitolare. Kiev, con il consenso di Vsevolod III Jur'evič, fu consegnata al principe Ingvar Jaroslavič di Luc'k.
Rjurik e gli Ol'goviči non si diedero per vinti e riconquistarono Kiev il 2 gennaio 1203. Roman chiese a Vsevolod di mediare la pace con la famiglia e, dopo aver finto di voler abbandonare ogni campagna militare, il 16 febbraio 1203 marciò contro Rjurik giungendo alle porte di Ovruč. Rjurik si sottomise a Romano e Vsevolod, promettendo altresì di troncare i rapporti con gli Ol'goviči e i Cumani. Romano gli consigliò anche di chiedere a Vsevolod di reintegrarlo a Kiev e promise di sostenere la sua richiesta. Di conseguenza, Vsevolod perdonò Rjurik e lo riconfermò a capo della città.
Quell'inverno Rjurik, Romano e altri principi attaccarono i Cumani e fecero molti prigionieri. Successivamente, si incontrarono a Trypillia per spartire i domini in conformità con i servizi che ogni principe aveva reso in difesa della Rus'. Sorserò presto dei litigi e Roman recluse Rjurik, lo spedì a Kiev e lo fece tonsurare come monaco. Egli costrinse inoltre la moglie di Rjurik di nome Anna e la figlia Predslava, ovvero la moglie che voleva ripudiare in passato, in un convento; portò infine con sé ad Halyč i figli di Rjurik, Rostislav e Vladimir Rurikovič.

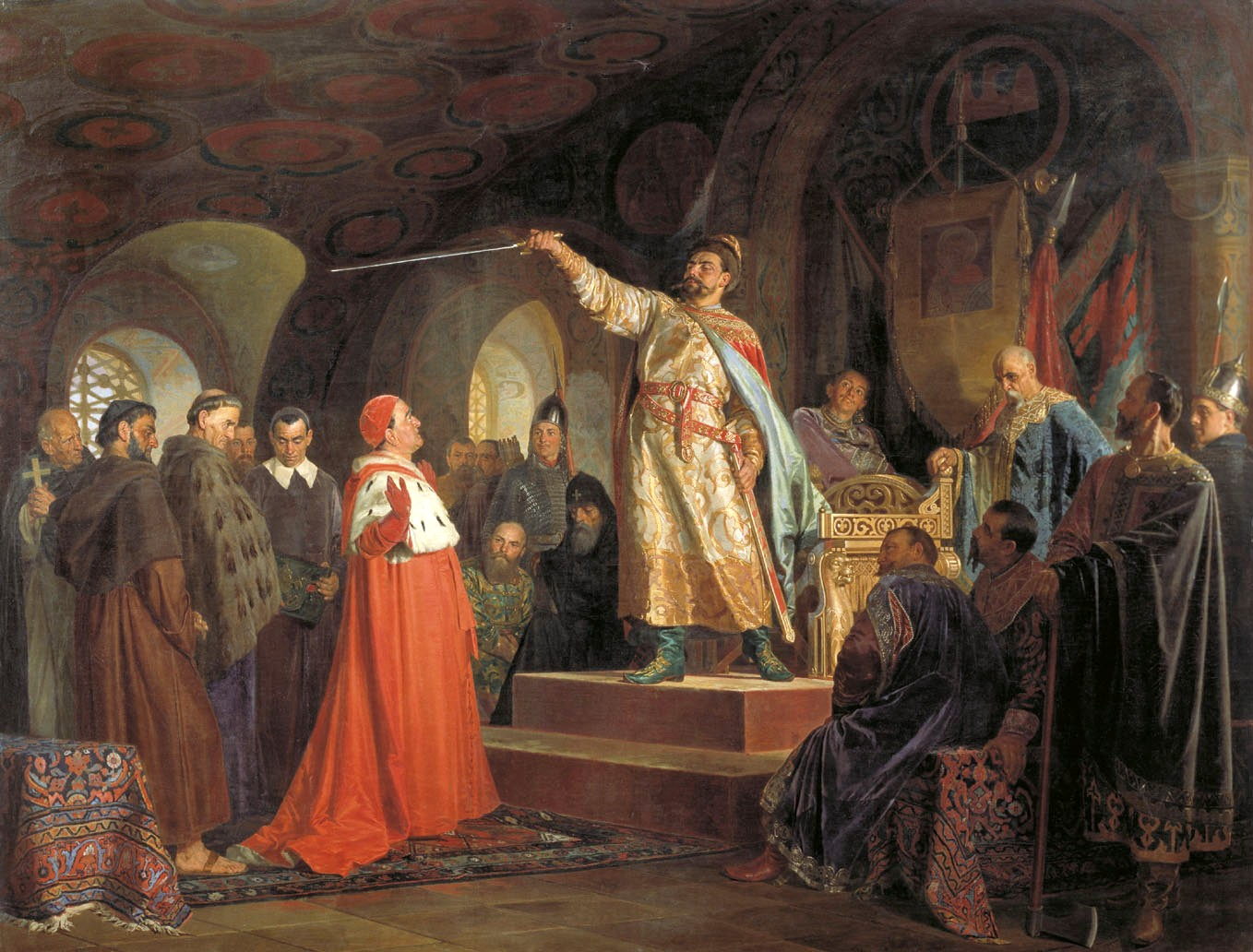
Romano il Grande riceve un ambasciatore da papa Innocenzo III come immaginato da Nikolaj Nevrev

Nel frattempo, i rapporti tra Romano e il duca Leszek I di Polonia si incancrenirono per motivi sia religiosi che personali: il secondo era un devoto cattolico e fu probabilmente su suo suggerimento che papa Innocenzo III inviò i suoi ambasciatori alla corte del primo nel 1204, esortandolo ad accettare il cattolicesimo e promettendogli la protezione della spada di San Pietro. La risposta di Roman, come riportato nella cronaca dei Radziwiłł, fu abbastanza cinica. Indicando la propria spada, chiese agli ambasciatori: "La spada del Papa è simile alla mia? Finché porto con me la mia, non ho bisogno di quella degli altri". Anche il rapporto con i boiardi risultò complicato, poiché questi ultimi videro sempre più restringersi le loro facoltà e, in caso di dissenso, andavano incontro ad esili o esecuzioni. In merito, il sovrano amava affermare: "Non puoi gustare il miele senza uccidere le api".
Leszek e suo fratello, il duca Corrado I di Masovia, intrapresero nel 1205 un'improvvisa campagna militare contro Romano, il quale fu colto alla sprovvista e ucciso nella  battaglia di Zawichost, nella Polonia meridionale.
Secondo un'altra interpretazione degli eventi, Romano aveva intenzione di espandere il suo regno a spese della Polonia e morì in un'imboscata mentre stava entrando in territorio polacco.

## Matrimonio e figli
1. Predslava Rurikovna, figlia del Gran Principe Rjurik Rostislavič di Kiev e di sua moglie, Anna Jur'evna di Turov
- Fedora Romanovna (?-Dopo il 1200), moglie di Vasilko Vladimirovič di Halyč;[1]
- Elena Romanovna[5] (o Maria Romanovna) (?–Dopo il 1241), moglie del principe Michele di Černihiv;[1]
- (?) Salomea Romanovna (?–prima del 1220), moglie del duca Swantopolk I di Pomerelia,[1] la cui madre è incerta;[14]

2. (1197/1200): Anna-Eufrosina, parente dell'imperatore Isacco II Angelo
- Re Danilo di Galizia (1201/1202–1264)[1]
- Re Vasylko Romanovič di Halyč (1203/1204–1269)[1]